# Kwiecień 2004

## 1 kwietnia2004
- Tomasz Nałęcz, wicemarszałek Sejmu, opuścił klub parlamentarny oraz partię Unii Pracy i przystąpił do Socjaldemokracji Polskiej Marka Borowskiego.

## 5 kwietnia2004
- Komisja śledcza ds. afery Rywina przyjęła wersję raportu Anity Błochowiak.
- Włodzimierz Cimoszewicz, Minister Spraw Zagranicznych, podał się do dymisji w związku z wyciekiem twardych dysków z dokumentami MSZ do redakcji tygodnika „Nie”. Premier Leszek Miller dymisji nie przyjął.

## 10 kwietnia2004
- Zmarł Jacek Kaczmarski, bard i poeta z polskiej sceny muzycznej.

## 14 kwietnia2004
- Rozpoczął się proces Władysława Jamrożego, byłego prezesa PZU S.A. Został on oskarżony o spowodowanie prawie 11-milionowych strat przy kupowaniu nieruchomości dla spółki.

## 19 kwietnia2004
- Grzegorz Wieczerzak, były prezes PZU Życie, wyszedł na wolność za kaucją w wysokości 2 mln zł.

## 21 kwietnia2004
- Zbigniew Siemiątkowski, szef Agencji Wywiadu, podał się do dymisji. Premier Leszek Miller dymisji nie przyjął.
- Józef Oleksy został wybrany przez Sejm w drugiej turze głosowania na nowego marszałka Sejmu. Kandydatura Oleksego przeszła jednym głosem. Oleksy zastąpił na tym stanowisku marszałka Marka Borowskiego.

## 22 kwietnia2004
- W niejasnych okolicznościach eksplozja pociągu wiozącego saletrę amonową spowodowała zniszczenie dworca Ryongchon (Korea Północna) i najbliższych okolic; liczba ofiar nieznana.

## 24 kwietnia2004
- Izabela Jaruga-Nowacka została wybrana przewodniczącą Unii Pracy. Zastąpiła na tym stanowisku Marka Pola.